# 奥维多上校镇
奥维多上校镇（西班牙語：Coronel Oviedo），旧音译为科罗内尔奥维多，是位于巴拉圭中部的一座城市，是卡瓜苏省的首府，位于卡瓜苏山脉西坡。
奥维多上校镇最早由西班牙殖民时期的巴拉圭总督海梅·圣胡斯特始建于1758年10月7日，当时名为圣母玛利亚德洛斯阿霍斯镇（西班牙語：Nuestra Señora del Rosario de Ajos），简称阿霍斯，1931年2月5日，巴拉圭总统何塞·帕特里西奥·古贾里签署第39296号政令，将该市易为今名，以褒扬曾参加巴拉圭戰爭的巴拉圭军官弗洛伦丁·奥维多上校（西班牙語：Florentín Oviedo）。